# معجزه‌هایی از بهشت (فیلم)
معجزه‌هایی از بهشت (انگلیسی: Miracles from Heaven) یک فیلم درام آمریکایی به کارگردانی پاتریشیا ریگن و نویسندگی رندی براون است که در سال ۲۰۱۶ منتشر شد. از بازیگران آن می‌توان به جنیفر گارنر، مارتین هندرسون، کویین لطیفه، جان کارول لینچ، کیلی راجرز و اوخنیو دربس اشاره کرد.